# Didier Deschamps
Didier Claude Deschamps (wym. [didje deˈʃɑ̃]; ur. 15 października 1968 w Bajonnie) – francuski trener piłkarski i piłkarz.
Występował na pozycji defensywnego pomocnika. Był kapitanem reprezentacji Francji, która sięgała po mistrzostwo świata w 1998 i mistrzostwo Europy w 2000. Jako trener zdobył z reprezentacją Francji srebrny medal Mistrzostw Europy 2016, złoty medal Mistrzostw Świata 2018 oraz srebrny medal Mistrzostw Świata 2022.

## Kariera klubowa
Deschamps rozpoczynał karierę w amatorskim klubie Aviron Bayonnais. Wkrótce wypatrzyli go skauci pierwszoligowego FC Nantes, gdzie przeszedł w kwietniu 1983. We francuskiej ekstraklasie zadebiutował 27 września 1985.
W 1989 przetransferowany został do Olympique Marsylia. W 1990 wypożyczono go na jeden sezon do Girondins Bordeaux, po czym wrócił do OM. Po tym powrocie stał się czołową postacią drużyny, z którą w 1991 i 1992 sięgnął po mistrzostwo Francji, a w 1993 wygrał Ligę Mistrzów.
W 1994 przeniósł się do Juventusu, z którym trzykrotnie zdobył tytuł mistrza Włoch, raz krajowy puchar i dwukrotnie Superpuchar Włoch. W 1996 wraz ze „Starą Damą” po raz drugi w swojej karierze wygrał Ligę Mistrzów, a także Puchar Interkontynentalny.
W 1999 odszedł z Juventusu do Chelsea F.C., gdzie zdobył Puchar Anglii. Rok później przeszedł do Valencii, w której w 2001 zakończył karierę.

## Kariera reprezentacyjna
W reprezentacji Francji Deschamps zadebiutował w 1989 w meczu przeciwko Jugosławii. Po raz pierwszy kapitańską opaskę w spotkaniu kadry narodowej założył w towarzyskiej potyczce z Niemcami przed Euro 96.
W 1998 i 2000 Deschamps był kapitanem reprezentacji „Trójkolorowych”, która sięgnęła odpowiednio po mistrzostwo świata na własnych boiskach i po mistrzostwo Europy na stadionach Belgii i Holandii. Po Euro 2000 zrezygnował z występów w reprezentacji, które zakończył ze 102 spotkaniami i czterema bramkami. Do czasu zakończenia swojej kariery reprezentacyjnej był rekordzistą pod względem liczby meczów w kadrze narodowej. Jako pierwszy przegonił go Marcel Desailly. W marcu 2004 znalazł się na liście 125 najlepszych piłkarzy stulecia FIFA ogłoszonej przez Pelégo (FIFA 100).

## Kariera trenerska
Po zakończeniu kariery piłkarskiej Deschamps zajął się działalnością trenerską. W 2001 został szkoleniowcem AS Monaco, z którym w 2004 dotarł do finału Ligi Mistrzów, w którym przegrał jednak z FC Porto. 19 września 2005 Deschamps zrezygnował z funkcji trenera zespołu z księstwa. 10 lipca 2006 został trenerem Juventusu. Dnia 27 maja 2007 władze klubu za porozumieniem stron rozwiązały z nim kontrakt.
Od sezonu 2009/2010 prowadził francuski klub Olympique Marsylia. 8 lipca 2012 został selekcjonerem reprezentacji Francji. W 2016 jako trener reprezentacji Francji zdobył z nią wicemistrzostwo Europy przegrywając w finale z Portugalią 1:0, a w 2018 wywalczył mistrzostwo świata na mundialu w Rosji, pokonując w finale Chorwację 4:2. Trzy lata później jednak, na EURO 2020 Francuzi odpadli już w 1/8 finału, przegrywając po karnych ze Szwajcarią. Na mistrzostwach świata w Katarze w 2022 roku, reprezentacja Francji pod wodzą Deschampsa, zdobyła srebrny medal, ulegając w finale reprezentacji Argentyny po serii rzutów karnych.
8 stycznia 2025 ogłosił, że z zakończeniem mistrzostw świata w 2026 roku odejdzie z posady trenera reprezentacji Francji.

## Statystyki kariery piłkarskiej

### Klubowe
| Klub                      | Sezon              | Liga               | Liga    | Liga   | Puchar kraju | Puchar kraju | Kontynentalne | Kontynentalne | Suma    | Suma   |
| Klub                      | Sezon              | Poziom             | Występy | Bramki | Występy      | Bramki       | Występy       | Bramki        | Występy | Bramki |
| ------------------------- | ------------------ | ------------------ | ------- | ------ | ------------ | ------------ | ------------- | ------------- | ------- | ------ |
| FC Nantes                 | 1985/1986          | Première Division  | 7       | 0      | 0            | 0            | 1             | 0             | 8       | 0      |
| FC Nantes                 | 1986/1987          | Première Division  | 19      | 0      | 1            | 0            | 2             | 0             | 22      | 0      |
| FC Nantes                 | 1987/1988          | Première Division  | 30      | 2      | 3            | 0            | –             | –             | 33      | 2      |
| FC Nantes                 | 1988/1989          | Première Division  | 36      | 1      | 5            | 0            | –             | –             | 41      | 1      |
| FC Nantes                 | 1989/1990          | Première Division  | 19      | 1      | 0            | 0            | –             | –             | 19      | 1      |
| FC Nantes                 | Łącznie            | Łącznie            | 111     | 4      | 9            | 0            | 3             | 0             | 123     | 4      |
| Olympique Marsylia        | 1989/1990          | Première Division  | 17      | 1      | 5            | 3            | 4             | 0             | 26      | 4      |
| Olympique Marsylia        | 1991/1992          | Première Division  | 36      | 4      | 4            | 0            | 4             | 0             | 44      | 4      |
| Olympique Marsylia        | 1992/1993          | Première Division  | 36      | 1      | 3            | 0            | 11            | 0             | 50      | 1      |
| Olympique Marsylia        | 1993/1994          | Première Division  | 34      | 0      | 4            | 0            | –             | –             | 38      | 0      |
| Olympique Marsylia        | Łącznie            | Łącznie            | 123     | 6      | 16           | 3            | 19            | 0             | 158     | 9      |
| Girondnis Bordeaux (wyp.) | 1990/1991          | Première Division  | 29      | 3      | 1            | 0            | 4             | 0             | 34      | 3      |
| Juventus FC               | 1994/1995          | Serie A            | 14      | 1      | 3            | 0            | 6             | 0             | 23      | 1      |
| Juventus FC               | 1995/1996          | Serie A            | 30      | 2      | 1            | 0            | 8             | 0             | 39      | 2      |
| Juventus FC               | 1996/1997          | Serie A            | 26      | 1      | 3            | 0            | 10            | 0             | 39      | 1      |
| Juventus FC               | 1997/1998          | Serie A            | 25      | 0      | 0            | 0            | 8             | 0             | 33      | 0      |
| Juventus FC               | 1998/1999          | Serie A            | 29      | 0      | 1            | 0            | 9             | 0             | 39      | 0      |
| Juventus FC               | Łącznie            | Łącznie            | 124     | 4      | 8            | 0            | 41            | 0             | 173     | 4      |
| Chelsea FC                | 1999/2000          | Premier League     | 27      | 0      | 6            | 0            | 14            | 1             | 47      | 1      |
| Valencia CF               | 2000/2001          | La Liga            | 13      | 0      | 1            | 0            | 7             | 0             | 21      | 0      |
| Łącznie w karierze        | Łącznie w karierze | Łącznie w karierze | 427     | 17     | 41           | 3            | 88            | 1             | 556     | 21     |

### Reprezentacyjne
| Reprezentacja | Rok     | Występy | Bramki |
| ------------- | ------- | ------- | ------ |
| Francja       | 1989    | 5       | 2      |
| Francja       | 1990    | 6       | 1      |
| Francja       | 1991    | 6       | 0      |
| Francja       | 1992    | 11      | 0      |
| Francja       | 1993    | 8       | 0      |
| Francja       | 1994    | 4       | 0      |
| Francja       | 1995    | 5       | 0      |
| Francja       | 1996    | 12      | 0      |
| Francja       | 1997    | 6       | 1      |
| Francja       | 1998    | 17      | 0      |
| Francja       | 1999    | 9       | 0      |
| Francja       | 2000    | 14      | 0      |
| Francja       | Łącznie | 103     | 4      |

| Bramka | Data                 | Stadion                               | Przeciwnik | Strzelił na | Rezultat | Rozgrywki   |
| ------ | -------------------- | ------------------------------------- | ---------- | ----------- | -------- | ----------- |
| 1.     | 11 października 1989 | Parc des Princes, Paryż, Francja      | Szkocja    | 1–0         | 3–0      | el. MŚ 1990 |
| 2.     | 18 listopada 1989    | Stadium Municipal, Tuluza, Francja    | Cypr       | 1–0         | 2–0      | el. MŚ 1990 |
| 3.     | 24 stycznia 1990     | Al-Sadaqua Walsalam, Kuwejt, Kuwejt   | NRD        | 3–0         | 3–0      | towarzyskie |
| 4.     | 22 stycznia 1997     | Estádio 1º de Maio, Braga, Portugalia | Portugalia | 1–0         | 2–0      | towarzyskie |

## Statystyki kariery trenerskiej
Aktualne na 17 października 2023.
| Zespół             | Od            | Do               | Statystyka | Statystyka | Statystyka | Statystyka | Statystyka |
| Zespół             | Od            | Do               | M          | W          | R          | P          | % W        |
| ------------------ | ------------- | ---------------- | ---------- | ---------- | ---------- | ---------- | ---------- |
| AS Monaco          | lipiec 2001   | 19 września 2005 | 220        | 110        | 59         | 51         | 50,00      |
| Juventus FC        | 10 lipca 2006 | 26 maja 2007     | 43         | 30         | 11         | 2          | 69,77      |
| Olympique Marsylia | 1 lipca 2009  | 2 lipca 2012     | 163        | 82         | 40         | 41         | 50,31      |
| Francja            | 8 lipca 2012  | Obecnie          | 147        | 96         | 28         | 23         | 65,31      |
| Łącznie            | Łącznie       | Łącznie          | 573        | 318        | 138        | 117        | 55,50      |

## Sukcesy

### Jako piłkarz

#### Olympique Marsylia
- Mistrzostwo Francji: 1989/1990, 1991/1992
- Liga Mistrzów UEFA: 1992/1993

#### Juventus
- Mistrzostwo Włoch: 1994/1995, 1996/1997, 1997/1998
- Puchar Włoch: 1994/1995
- Superpuchar Włoch: 1995, 1997
- Liga Mistrzów UEFA: 1995/1996
- Superpuchar UEFA: 1996
- Puchar Interkontynentalny: 1996
- Puchar Intertoto UEFA: 1999

#### Chelsea
- Puchar Anglii: 1999/2000

#### Reprezentacja Francji
- Mistrzostwo świata: 1998
- Mistrzostwo Europy: 2000

### Jako trener

#### AS Monaco
- Puchar Ligi Francuskiej: 2002/2003

#### Juventus
- Mistrzostwo Serie B: 2006/2007

#### Olympique Marsylia
- Mistrzostwo Francji: 2009/2010
- Puchar Ligi Francuskiej: 2009/2010, 2010/2011, 2011/2012
- Superpuchar Francji: 2010, 2011

#### Reprezentacja Francji
- Mistrzostwo świata: 2018
- Wicemistrzostwo świata: 2022
- Wicemistrzostwo Europy: 2016
- Liga Narodów UEFA: 2020/2021

## Odznaczenia
- Officier Legii Honorowej – nadanie 2018[4], wręczenie 2019[5][6]
- Chevalier Legii Honorowej – 1998[7]